# دیکتیس

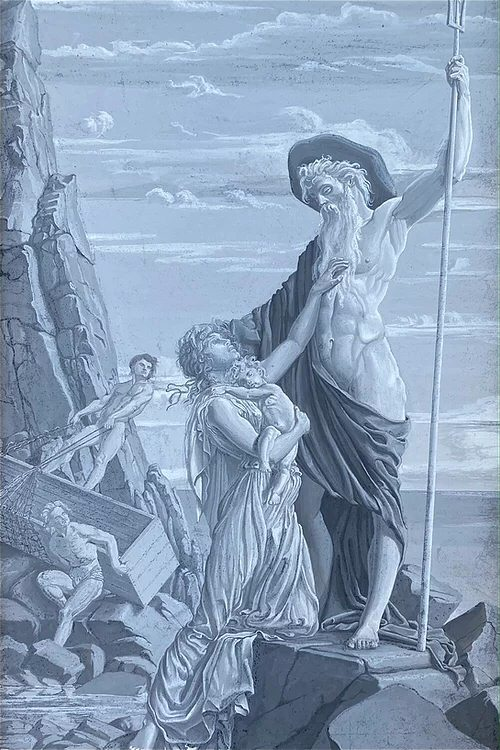
دیکتیس، دانائه و پرسئوس خردسال را پیدا می‌کند.

دیکتیس (به انگلیسی: Dictys) (به معنای تور ماهیگیری)، طبق اساطیر یونانی، برادر پولیدکتس فرمانروای جزیرهٔ سریفوس در یونان بوده‌است. وی همان فردی است که دانائه و پرسئوس را در ساحل جزیره پیدا کرد. یک نسخه از این روایت اساطیری چنین روایت می‌کند که وی شوهر دانائه بوده‌است. پرسئوس پس از کشتن پولیدکتس، فرمانروایی جزیره را به دیکتیس واگذار کرد.